# Allium spathaceum
Allium spathaceum là một loài thực vật có hoa trong họ Amaryllidaceae. Loài này được Steud. ex A.Rich. mô tả khoa học đầu tiên năm 1850.